# Charles-Auguste Bontemps
Pour les articles homonymes, voir Bontemps.
Charles-Auguste Bontemps, né le 9 février 1893 à Billy-sur-Oisy (Nièvre) et mort le 14 octobre 1981 à Paris, est un comptable, correcteur d’imprimerie, conférencier et militant pacifiste, naturiste et écrivain libertaire.

## Biographie

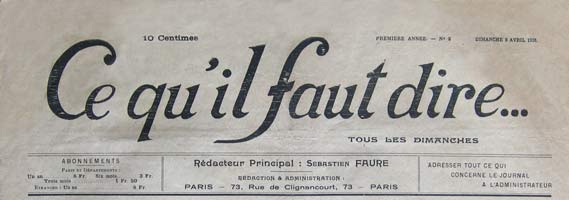
La manchette de Ce qu'il faut dire du 2 avril 1916.

Orphelin de père à l'âge de 7 ans, il vit pauvrement avec sa mère et sa sœur. Il dévore les livres mais doit quitter l'école après l’enseignement primaire, pour travailler. À 17 ans, il arrive à Paris et poursuit ses études en autodidacte. Il fréquente alors le milieu anarchiste et pacifiste, et collabore à Ce qu'il faut dire, journal créé par Sébastien Faure.
Jusqu’à la Première Guerre mondiale, il travaille comme comptable. Ajourné, il ne part qu’en septembre 1917. Blessé, il est démobilisé en avril 1919 et travaille alors comme correcteur d’imprimerie. Dans l'enthousiasme soulevé par la révolution russe, il adhère en 1920 à la Section française de l’Internationale communiste, mais s'en éloigne quelques mois plus tard.
Il milite ensuite à la Ligue internationale des réfractaires à la guerre, ainsi qu'à des associations contre l'antisémitisme et le racisme. Il est actif dans le mouvement naturiste autour du journal Vivre d'abord. En 1937, il participe à Solidarité internationale antifasciste (SIA), fondée par Louis Lecoin pour soutenir la Révolution sociale espagnole de 1936.
Mobilisé à Bourges en 1939, il est libéré peu avant l’invasion et revint à Paris. Pendant l’Occupation, il ne cesse d’appartenir au syndicat des correcteurs de Paris et de la région parisienne. À la Libération, il reprend son activité dans les milieux libertaires. En 1944, il relance, avec Louis Louvet, Ce qu'il faut dire, puis participe à la reconstruction de la Fédération anarchiste, en 1945 comme en 1953.
Il collabore à de nombreux titres de la presse libertaire, pacifiste, naturiste ou athée : Le Libertaire, Le Monde libertaire, Liberté de Louis Lecoin (1958-1971), Le Droit de vivre, La Raison, Le réfractaire, etc.
Frappé d’hémiplégie en septembre 1981, Charles Auguste Bontemps est mort à l’hôpital Bichat à Paris le 14 octobre et a été incinéré au Père Lachaise le 21 octobre.

### Individualisme social
C’est au Club du Faubourg, fondé par Léo Poldès, qu’il fréquente pendant plus de cinquante ans, et dans un certain nombre d’études parues en brochures parmi lesquelles L’Esprit libertaire (1946), L’Anarchisme et l’évolution (1956), L’Anarchiste et le réel (1963), qu'il définit son « individualisme social » (titre d’une plaquette parue en 1967) et manifeste ses préférences pour une évolution vers un « collectivisme des choses et un individualisme des personnes ».
Collaborateur assidu de toute la presse libertaire il développe ses vues dans des milliers d’articles et de nombreux livres : La Femme et la sexualité, L’homme et la race, L’Homme et la propriété, Le démocrate devant l’autorité, Ton cœur et ta chair, Œuvre de l’homme, Destins (poésies), Félix de la Forêt, etc. L’essentiel de son œuvre poétique est réuni dans le volume Marginales (1979) et de sa pensée dans Miroir d’homme (1972).

## Commentaire
Selon l'historien Cédric Guérin : « Individualiste reconnu, Charles-Auguste Bontemps fait partie lui aussi de cette “ génération d’avant-guerre ”, fortement marquée par les différentes luttes idéologiques sur l’organisation. [...] Il assista, à titre d’individuel au premier congrès de l’Union anarchiste qui se tint à Paris en 1920. À ce congrès, et ensuite dans Le Libertaire, Bontemps se déclara contre toute autorité, mais affirma en même temps que la dictature qui “ est un mal, mais un mal nécessaire ” peut seule “ aider à installer un système communiste ”. [...] Il participa à Paris au congrès de la Fédération anarchiste. À la suite de la crise du mouvement en 1953, il sera de ceux qui demeurent fidèles à la conception non centralisée du mouvement. »

## Œuvres
Bibliographie exhaustive sur le Catalogue général des éditions et collections anarchistes francophones et Anarlivres.

### Essais
- Ton cœur et ta chair. L'amour et le mariage à travers les âges, dessins de Germain Delatousche, Paris, éditions de l'EPI (Éditions et Publications Illustrées), 1926
- Dieu et mon roy : le Pape contre Maurras, Éditions de l'Épi, 1929
- L'esprit libertaire, 1946.
- Le démocrate devant l'autorité, 1949.
- L'Homme et la liberté, Les Cahiers francs, no 4, Paris, 1955, 204 p., pdf.
- L'Homme et la propriété, Les Cahiers francs, Paris, 1959, 94 p., pdf.
- L'Anarchisme et le Réel. Essai d’un rationalisme libertaire, Les cahiers francs, 1963, texte intégral, pdf.
- Individualisme Social, résumé et commentaires, Les cahiers francs, 1967, texte intégral, pdf.
- Avec Aline Aurouet, Pro Amicis, autobiographie, Les cahiers francs, 1974.

### Poésie
- Intermittences, Paris, introduction de Henry de Madaillan, 1953

### Articles
- Il contribue à l'Encyclopédie anarchiste, initiée par Sébastien Faure, publiée en quatre volumes, entre 1925 et 1934[9]
- Le progrès dans la révolution, Défense de l’Homme, no 2, novembre 1948, texte intégral.
- Un critérium libertaire de la révolution, Défense de l’Homme, no 3, décembre 1948, texte intégral.
- Congrès de la Fédération de l'Éducation nationale, Le Monde libertaire, no 3, décembre 1954, texte intégral.
- Organisation ? Oui. Embrigadement ? Non., Le Monde libertaire, no 27, avril 1957, lire en ligne.
- Éloge de l'égoïsme, texte intégral.

### Correspondances
- Extraits de correspondances avec André Arru, lire en ligne.

## Notices
- Dictionnaire des anarchistes, « Le Maitron » :  notice biographique.
- Dictionnaire international des militants anarchistes : notice biographique.
- L'Éphéméride anarchiste : notice biographique.
- Catalogue général des éditions et collections anarchistes francophones : notice bibliographique.
- René Bianco, 100 ans de presse anarchiste : notice.
- Fédération internationale des centres d'études et de documentation libertaires : affiches.